# Beck – Utan uppsåt
Beck – Utan uppsåt är en svensk TV-film som hade premiär på C More den 3 mars 2018. Filmen är den tredje i en ny serie bestående av fyra filmer baserade på Sjöwall Wahlöös fiktiva polis Martin Beck. En 12-årig flicka påträffar sin mor död. Av utredningen framkommer det snabbt att familjen har skyddad identitet.

## Rollista
- Peter Haber – Martin Beck
- Kristofer Hivju – Steinar Hovland
- Jennie Silfverhjelm – Alexandra "Alex" Beijer
- Ingvar Hirdwall – Grannen
- Måns Nathanaelson – Oskar Bergman
- Anna Asp – Jenny Bodén
- Elmira Arikan – Ayda Çetin
- Åsa Karlin – Bergström
- Evamaria Oria – Manuela Svensson
- Snöa Ryytty – Maria Svensson, Manuelas dotter
- Nina Sand – Lina Karlgren
- Louise Ryme – Catharina Sidell
- Eric Ericson – Fredrik Sidell, Catharinas man
- Ronn Elfors – Ove Rådström
- Karin Bertling – Signe Rådström
- Johan Gry – Bernt Wijkmark
- Madeleine Elfstrand – Gunilla Wijkmark, Bernts hustru
- Siham Shurafa – Rana Mansour
- Therese Järvheden – Marias lärare
- Veronica Rocque - Signes granne
- Pia Tjelta – Heidi Hovland, Steinars hustru